# Subprefettura di Aricanduva
La Subprefettura di Aricanduva è una subprefettura (subprefeitura) della zona orientale della città di San Paolo in Brasile, situata nella zona amministrativa Sudest.

## Distretti
- Aricanduva
- Carrão
- Vila Formosa